# オルトバニリン
オルトバニリン (ortho-Vanillin) または2-ヒドロキシ-3-メトキシベンズアルデヒド(2-Hydroxy-3-methoxybenzaldehyde)は、多くの植物の抽出物や精油に含まれる有機化合物である。アルデヒド、エーテル、フェノールの各官能基を持つ。バニリンはより存在量の多い異性体であるが、バニリンではパラ位にあるヒドロキシ基がオルトバニリンではオルト位にある。
明るい黄色で繊維状の結晶性固体である。バニリンと異なり、特徴的で強い香りは持たない。

## 歴史
1876年にドイツの化学者フェルディナント・ティーマンが初めて単離した。1910年にはFrancis Noeltingが精製方法を確立し、クマリン等の様々な化合物の合成前駆体としての多様な用途を示した。1920年には染色用や皮革用に用いられ始めた。

## 性質
摂取すると有害であり、目や皮膚、呼吸器を刺激するが、マウスにおける半数致死量は1330 mg/kgとかなり高い。
チロシナーゼの弱い阻害剤である。大腸菌においては抗変異原性と共変異原性が共に確認されているが、全体としては共変異原性の方が優勢である。ある程度の抗菌性・抗細菌性も持つ。